# Криогенный токоввод
Криогенный токоввод — устройство, соединяющее источник тока, находящийся при комнатной температуре, со сверхпроводящим элементом, погруженным в криостат (жидкий гелий или азот).

## Жидкий гелий
Поскольку приток теплоты к криоагенту происходит в основном по токовводам, то их эффективность определяет расходы на эксплуатацию сверхпроводящего изделия, которые выражаются в стоимости жидкого гелия, либо в мощности рефрижераторной установки. Главной задачей при разработке токовводов является снижение теплопритока к криоагенту при заданной величине силы тока. Тепловой поток по токовводам имеет две составляющие. Первая обусловлена теплопроводностью самих токовводов, а вторая омическим тепловыделением в них.

## Азот
Вместо жидкого гелия для охлаждения можно использовать менее дорогой криоагент — жидкий азот, что существенно упрощает конструкцию ограничителя тока и уменьшает его габариты. Теплопроводность и электросопротивление токовводов при этом должны быть минимальными.